# Mischocyttarus flavicans
Mischocyttarus flavicans är en getingart som först beskrevs av Fabricius 1804.  Mischocyttarus flavicans ingår i släktet Mischocyttarus och familjen getingar. Utöver nominatformen finns också underarten M. f. coroico.